# Rockton (Illinois)
Rockton es una villa ubicada en el condado de Winnebago en el estado estadounidense de Illinois. En el Censo de 2010 tenía una población de 7685 habitantes y una densidad poblacional de 519,92 personas por km².

## Geografía
Rockton se encuentra ubicada en las coordenadas 42°27′5″N 89°3′50″O / 42.45139, -89.06389. Según la Oficina del Censo de los Estados Unidos, Rockton tiene una superficie total de 14.78 km², de la cual 14.24 km² corresponden a tierra firme y (3.64%) 0.54 km² es agua.

## Demografía
Según el censo de 2010, había 7685 personas residiendo en Rockton. La densidad de población era de 519,92 hab./km². De los 7685 habitantes, Rockton estaba compuesto por el 95.08% blancos, el 1.37% eran afroamericanos, el 0.13% eran amerindios, el 1.11% eran asiáticos, el 0.01% eran isleños del Pacífico, el 0.49% eran de otras razas y el 1.81% pertenecían a dos o más razas. Del total de la población el 3.62% eran hispanos o latinos de cualquier raza.